# 겐뇨

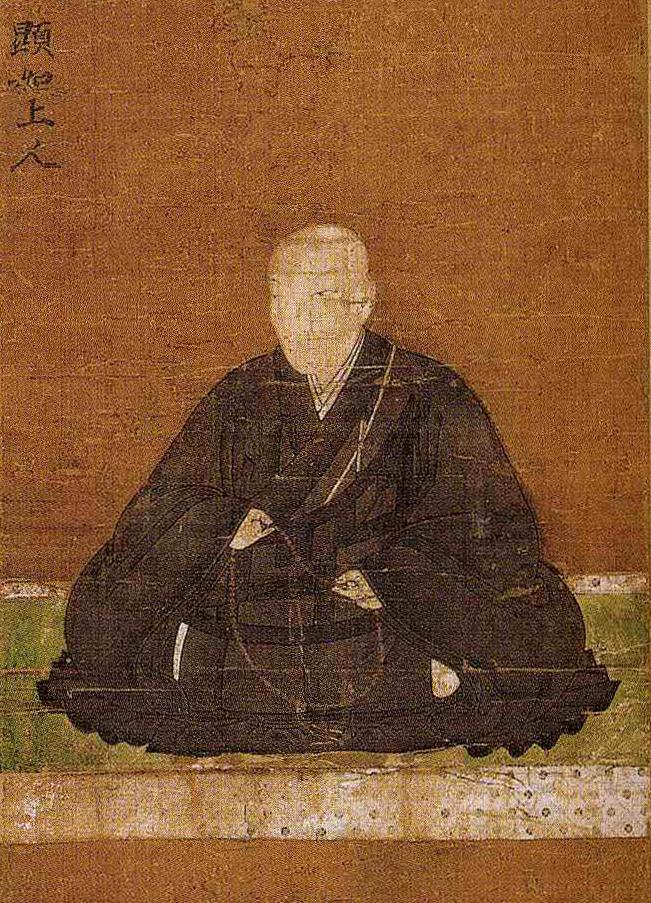
겐뇨

겐뇨(일본어: 顕如, 1543년 2월 20일 ~ 1592년 12월 27일)는 센고쿠 시대·아즈치모모야마 시대의 정토진종 승려로, 혼간지(本願寺)파 제11세 종주이다.本願寺顕如光佐。

## 생애

### 탄생
덴분 12년 음력 1월 7일 혼간지 제10세 종주 쇼뇨(証如)의 장남으로 태어났다.

### 교단의 전성기
고지 3년(1557년) 음력 4월 17일, 롯카쿠 사다요리(六角定頼)의 양녀 뇨슌니(如春尼)와 결혼하였다. 뇨슌니의 아버지는 구게 산조 긴요리(三条公頼)지만, 간레이 호소카와 하루모토(細川晴元)의 양녀가 되었다가 이 결혼 즈음에는 롯카쿠 사다요리의 양녀로 들어가 있었다. 덧붙여 뇨슌니의 언니는 다케다 신겐의 정실 산조부인(三条夫人)이다. 정략결혼이라고는 하나, 부부 사이는 좋았다고 한다.
겐뇨 시대에 혼간지 교단은 부친 쇼뇨 시대부터 진행하고 있던 문도의 잇코 잇키를 장악하고자 힘쓰는 한편 간레이인 호소카와씨와 교토의 구게 들과의 인척관계를 강화하였다. 또한, 경제적·군사적 요충지인 이시야마 혼간지를 거점으로 삼아서, 주로 기나이를 중심으로 혼간지 파의 사원을 배치하여 다이묘에 필적하는 세력을 자랑하며 교단의 전성기를 맞이하였다.

### 노부나가 포위망
그러나, 혼간지는 무가(武家)의 봉건관계 밖의 권력을 장악하였기 때문에 히에이 산 엔랴쿠지와 사카이의 상인들과 마찬가지로, 에이로쿠 11년(1568년)에 상락하여 기나이 장악을 꾀하던 오다 노부나가의 압박을 받게 되었다. 이윽고 겐뇨는 노부나가와 싸울 것을 결의하고, 겐키 원년(1570년)부터 혼간지와 오다 가문은 교전 상태에 들어갔다(노다 성·후쿠시마 성 전투(野田城・福島城の戦い)). 이 전투를 이시야마 전투(石山合戦)라고 한다.
겐뇨는 노부나가와 대립하고 있던 쇼군 아시카가 요시아키(足利義昭)와 연합하여, 다케다(武田)·아사쿠라(朝倉)·아자이(浅井)·모리(毛利) 등의 반 오다 세력과 동맹을 맺어 노부나가 포위망을 구축하는 한편, 스스로는 이시야마 혼간지에서 농성하며 사이카슈 등의 우호적인 토호 세력과 지방의 문도 조직을 동원하여 노부나가를 괴롭혔다. 그러나, 장기에 걸친 포위전으로 점차 영지가 피폐해졌으며, 인척관계인 다케다 신겐의 지원을 기대하였으나 신겐이 상락 도중 급사하여 지원을 기대할 수 없게 된데다, 더욱이 아사쿠라 요시카게·아자이 나가마사 등의 동맹세력이 차례차례 오다 가문에게 멸망당하는 등 악재가 겹치자 겐뇨는 항전을 계속하기가 곤란하다는 것을 깨닫고 조정에 화평의 중개역을 의뢰하였다. 겐뇨는 덴쇼 8년(1580년)에 노부나가가 제시한 화평 조건을 받아들여 이시야마 혼간지에서 철수하고 기이국 사기노모리 별원(鷺森別院)으로 옮겨 갔다.

### 만년
혼노지의 변 뒤 노부나가의 뒤를 이어 기나이의 실권을 장악한 하시바 히데요시와 화해하여, 덴쇼 13년(1585년)에 히데요시의 도움으로 오사카 교외에 덴만 혼간지(天満本願寺)를 건립하였다. 이것은 도요토미 정권의 본거지인 오사카로 혼간지를 옮기면 감시하기 편리하며, 오사카성의 조카마치를 건설하는데 혼간지와 그 문도의 경제력·기술력을 사용할 수 있는 이점이 있었기 때문이다. 이후 혼간지는 도요토미 정권의 영향권 아래에 들어가게 되었다. 덴쇼 17년(1589년)에 교토 주라쿠다이의 벽에 낙서를 한 범인이 혼간지 관할의 마을로 도망쳐 들어가고, 히데요시에게 추방당한 호소카와 아키모토(細川昭元)·비토 도모노부(尾藤知宣) 등을 덴만 혼간지에서 숨겨주고 있다는 정보를 입수한 도요토미 정권은 그해 3월에 중신 이시다 미쓰나리를 파견하여 용의자를 숨겨준 2개 마을을 파괴하였다. 호소카와 등은 체포당하지 않았으나, 숨겨준 마을 사람 모두가 교토 로쿠조하라에서 책형을 당했으며 겐뇨 본인도 히데요시에게 질책을 당하는 등 그나마 가지고 있던 영주 권력도 완전히 잃게 되었다. 덴쇼 19년(1591년)에는 히데요시로부터 교토에 사원 부지를 받아서 교토에 혼간지 교단을 재흥하였다.
분로쿠 원년 음력 11월 24일 향년 50세로 입적하였다.
겐뇨가 사망하자, 이시야마 혼간지 퇴거 시에 노부나가에 대한 대응을 둘러싸고 겐뇨와 의견 충돌로 대립하였던 강경파 장남 교뇨(教如)를 대신하여 화평파였던 삼남 준뇨(准如)가 제12세 종주가 되었다. 그러나 이에 승복하지 않은 교뇨와 준뇨의 대립이 심화되어 결국 혼간지는 준뇨의 니시혼간지와 교뇨의 히가시혼간지로 분열하게 되었다.